# إيان ستين
إيان ستين (بالإنجليزية: Ian Steen)‏ هو لاعب كرة قدم بريطاني في مركز الهجوم، ولد في 30 ديسمبر 1954 في دندي في المملكة المتحدة. لعب مع دندي يونايتد وريث روفرز ونادي ستيرلينغشير الشرقية.